# Werner Gerhard Bodenbender
Werner Gerhard Bodenbender (geboren 4. September 1959 in Altenvers) ist ein deutscher Jurist und seit 2019 Präsident des Verwaltungsgerichts Kassel.

## Leben

### Ausbildung
Nach der Ausbildung zum Einzelhandelskaufmann erwarb Bodenbender 1979 die Fachhochschulreife und studierte anschließend bis 1982 Betriebswirtschaftslehre an der Fachhochschule Gießen-Friedberg. Von 1980 bis 1981 leistete er während des Studiums Zivildienst. 1982 begann er an der Justus-Liebig-Universität Gießen ein Studium der Rechtswissenschaften. 1990 schloss er das Studium mit der zweiten juristischen Staatsprüfung ab.

### Juristische Karriere
1991 trat er in den Staatsdienst ein als Regierungsrat zur Anstellung bei der Finanzverwaltung Hessen. 1993 wurde er zum Richter auf Probe ernannt und war an den Amtsgerichten Gießen und Friedberg und bis 2007 am Verwaltungsgericht Gießen in der 10. Kammer tätig. Zwischen 1999 und 2000 wurde er an den Hessischen Verwaltungsgerichtshof abgeordnet. Seit 1998 engagiert sich Bodenbender als nebenamtliches Mitglied des Justizprüfungsamtes und leitet Referendar-Arbeitsgemeinschaften in Marburg. Von 2004 bis 2008 wurde er an das Verwaltungsgericht Kassel teilabgeordnet. Ab 2007 wurde Bodenbender zum Richter am Hessischen Verwaltungsgerichtshof in Kassel berufen und dem 6. Senat zugeordnet, der unter anderem für Energierecht, Atomrecht und Finanzdienstleistungsaufsicht zuständig ist. Von 2008 bis 2014 setzte sich Bodenbender als nebenamtliches Mitglied am Senat für Baulandsachen beim Oberlandesgericht Frankfurt am Main ein. Ab 2009 engagierte sich Bodenbender als Fortbildungsreferent für die hessische Verwaltungsgerichtsbarkeit.
2015 wurde er zum Vizepräsident des Verwaltungsgerichts Gießen ernannt und übernahm den Vorsitz der 4. Kammer, die für Polizei- und Ordnungsrecht, Teile des Wirtschaftsverwaltungsrechts, Wasser-, Straßen- und Wegerecht sowie für Asylverfahren betreffend die Herkunftsländer Kosovo, Nepal und Türkei zuständig ist. Da die Anzahl der Klagen gegen abgelehnte Asylanträge zwischen 2008 und 2016 von 128 auf 7495 angestiegen war, wurde die Arbeitsbelastung so groß, dass neue Richter eingestellt wurden, um eine zeitnahe Abarbeitung der anhängigen Verfahren zu gewährleisten.
Seit 1. Oktober 2019 ist Bodenbender Präsident des Verwaltungsgerichts Kassel.

### Mitgliedschaften und Ehrenämter
Seit 2014 ist Bodenbender Vorsitzender der Vereinigung hessischer Verwaltungsrichterinnen und Verwaltungsrichter (VHV), die sich für die Förderung der Verwaltungsrechtspflege und der beruflichen Belange der hessischen Verwaltungsrichter einsetzt.

### Privates
Bodenbender ist verheiratet und Vater von zwei erwachsenen Kindern.

## Veröffentlichungen
- Werner Bodenbender mit anderen: Verwaltungsgerichte im zusammenwachsenden Europa. Aufgaben und Probleme am Beispiel des Verwaltungsgerichts Gießen und des Verwaltungsgerichts der Republik Slowenien. Konferenzschrift. Hrsg.: Roland Fritz und Rainer Lambeck. Luchterhand, Unterschleißheim bei München 2013, ISBN 978-3-472-05763-5.
- Werner Bodenbender mit anderen: Gemeinschaftskommentar zum Asylverfahrensgesetz (Gk-AsylVfG). Hrsg.: Roland Fritz, Jürgen Vormeier. Luchterhand, Unterschleißheim bei München 2019, ISBN 978-3-472-30210-0.